# Assedio di Tlemcen (1299-1307)
L'assedio di Tlemcen è stato condotto dal sultano merinide del Maghreb al-Aqsa Abū Yaʿqūb Yūsuf al-Nāṣr contro la città di Tlemcen, capitale del Regno di Tlemcen (Maghreb centrale) della dinastia degli Zayyanidi. L'assedio finì con il ritiro merinide a seguito dell'assassinio del sultano e a causa dello scoppio di pericolose rivolte nei domini Merinidi.

## Storia
Dopo la caduta della dinastia degli Almohadi (dinastia che governò su tutto il Maghreb e sulla Spagna islamica) in Maghreb nacquero delle dinastie locali in lotta tra di loro per imporre la propria autorità su tutto il Maghreb.
Gli Zayyanidi del Maghreb centrale e i Merinidi del Maghreb occidentale entrarono in conflitto tra di loro fin dall'inizio della storia delle rispettive dinastie.
Nel 1299, dopo che il sultano Abū Yaʿqūb Yūsuf al-Nāṣr ebbe finito le sue campagne in al-Andalus, era pronto ad iniziare, nel 1295, una guerra contro gli Zayyanidi. Preparando un numeroso e variegato esercito composto da cavalieri tribali berberi e arabi, balestrieri granadini, mercenari castigliani (Farfanes), aragonesi, curdi, turkmeni e Oghuz, guidò una grossa spedizione contro il Regno di Tlemcen. Le armate merinidi conquistarono Taourirt nel 1295, Oujda nel 1296, Taount e Nedroma nel 1297, prima di arrivare davanti a Tlemcen nel maggio 1299. Il sultano zayyanide Abū Saʿīd stava assediando l'importante città portuale di Béjaïa quando venne a sapere che l'esercito merinide aveva raggiunto la sua capitale, si affrettò quindi a raggiungere Tlemcen.

Abū Yaʿqūb eresse un campo d'assedio che si trasformò presto in una vera e propria città, nota come al-Maḥalla al-Manṣūra ('Il campo vittorioso'), con mercati, bagni pubblici, palazzi e moschee. Da qui, diresse l'assedio contro Tlemcen, mentre altri contingenti vennero mandati a conquistare i possedimenti costieri del sultanato zayyanide.

Tuttavia, la città di Tlemcen non cedette all'assedio, vedendo che le fortificazioni della città erano troppo resistenti, Abū Yaʿqūb volle far affamare e stremare gli abitanti della città. Il sultano zayyanide Abū Saʿīd morì il 6 giugno del 1304, il quinto anno d'assedio, a causa di un ictus nella piscina del suo palazzo. La morte del sultano indusse la città stremata a cercare un accordo per una capitolazione, ma il successore di Abū Saʿīd, Abū Zayyān, convinse la città a resistere ancora e formò un nuovo esercito continuandone la difesa.

Per cercare di mandare via gli assedianti, gli ambasciatori di Abū Zayyān convinsero il nuovo sultano nasride del Sultanato di Granada, Muḥammad III, a fomentare una rivolta di un pretendente al trono merinide, un certo ʿUthmān ibn Idrīs, che sbarcò in Maghreb con un esercito granadino e conquistò Ceuta nel 1306, proclamandosi sultano del Marocco. Il sultano Abū Yaʿqūb ignorò tuttavia la minaccia che era scoppiata nel nord del suo regno, preferendo portare avanti l'assedio di Tlemcen, ormai stremata, che pareva stesse per cedere. Le truppe di ʿUthmān b. Idrīs, incontrastate, riuscirono a conquistare le città di Assilah, Larache e gran parte della regione Ghomara.

Nel mese di maggio 1307, il sultano Abū Yaʿqūb Yūsuf fu assassinato nel campo di assedio da un eunuco per motivi non chiari, probabilmente per motivi legati a complotti interni del suo harem. Gli succedette il nipote, Abu Thabit 'Amir che, saggiamente, scelse di porre fine all'assedio di Tlemcen per andare ad affrontare il ribelle ʿUthmān b. Idrīs a Ceuta. Gli Zayyanidi riuscirono così a recuperare tutti loro possedimenti in Maghreb centrale.
Tlemcen verrà conquistata decenni dopo, nel 1337, dal merinide Abū al-Ḥasan ʿAlī ibn ʿUthmān.